# Зимовники (станция)
Зимовники — железнодорожная станция Ростовского региона Северо-Кавказской железной дороги, находящаяся в посёлке Зимовники Зимовниковского района Ростовской области.

## Деятельность станции
Станция Зимовники расположена на двухпутной электрифицированной переменным током железнодорожной линии Волгоград-1 — Сальск. Станция входит в структуру Ростовского региона Северо-Кавказской железной дороги ОАО Российские железные дороги. На станции имеется одноэтажное кирпичное здание железнодорожного вокзала, облицованное плиткой.
Через станцию Зимовники проходят грузовые поезда в направлениях Сальск — Котельниково и обратно.
По станции Зимовники имеют непродолжительные стоянки пассажирские поезда дальнего следования.
Пригородное пассажирское сообщение по станции отсутствует.
На станции осуществляются маневровые работы, имеются подъездные пути к Зимовниковскому элеватору и другим предприятиям, расположенным в посёлке.

## Дальнее следование по станции
По графику 2024/2027 годов по станции курсируют следующие поезда дальнего следования:
| Круглогодичное обращение поездов | Круглогодичное обращение поездов | Круглогодичное обращение поездов | Круглогодичное обращение поездов |
| № поезда                         | Маршрут движения                 | № поезда                         | Маршрут движения                 |
| -------------------------------- | -------------------------------- | -------------------------------- | -------------------------------- |
| 13                               | Саратов — Адлер                  | 14                               | Адлер — Саратов                  |
| 59                               | Новокузнецк — Кисловодск         | 60                               | Кисловодск — Новокузнецк         |
| 97                               | Тында — Кисловодск               | 98                               | Кисловодск — Тында               |
| 127                              | Красноярск — Адлер               | 128                              | Адлер — Красноярск               |
| 129                              | Красноярск — Анапа               | 130                              | Анапа — Красноярск               |
| 343                              | Челябинск — Адлер                | 344                              | Адлер — Челябинск                |
| 345                              | Нижневартовск — Адлер            | 346                              | Адлер — Нижневартовск            |
| 353                              | Пермь — Адлер                    | 354                              | Адлер — Пермь                    |
| 395                              | Астрахань — Симферополь          | 396                              | Симферополь — Астрахань          |

| Сезонное обращение поездов | Сезонное обращение поездов        | Сезонное обращение поездов | Сезонное обращение поездов        |
| № поезда                   | Маршрут движения                  | № поезда                   | Маршрут движения                  |
| -------------------------- | --------------------------------- | -------------------------- | --------------------------------- |
| 205                        | Иркутск — Анапа                   | 206                        | Анапа — Иркутск                   |
| 229                        | Северобайкальск — Анапа           | 230                        | Анапа — Северобайкальск           |
| 235                        | Тында — Анапа                     | 236                        | Анапа — Тында                     |
| 243                        | Новокузнецк — Анапа               | 244                        | Анапа — Новокузнецк               |
| 249                        | Новокузнецк — Имеретинский курорт | 250                        | Имеретинский курорт — Новокузнецк |
| 451                        | Ижевск — Адлер                    | 452                        | Адлер — Ижевск                    |
| 453                        | Уфа — Новороссийск                | 454                        | Новороссийск — Уфа                |
| 455                        | Челябинск — Новороссийск          | 456                        | Новороссийск — Челябинск          |
| 457                        | Челябинск — Анапа                 | 458                        | Анапа — Челябинск                 |
| 461                        | Уфа — Адлер                       | 462                        | Адлер — Уфа                       |
| 491                        | Казань — Адлер                    | 492                        | Адлер — Казань                    |
| 497                        | Ижевск — Адлер                    | 498                        | Адлер — Ижевск                    |
| 531                        | Киров — Адлер                     | 532                        | Адлер — Киров                     |
| 503                        | Уфа — Анапа                       | 504                        | Анапа — Уфа                       |
| 505                        | Саратов — Имеретинский курорт     | 506                        | Имеретинский курорт — Саратов     |
| 509                        | Казань — Новороссийск             | 510                        | Новороссийск — Казань             |
| 519                        | Орск — Анапа                      | 520                        | Анапа — Орск                      |
| 521                        | Приобье — Новороссийск            | 522                        | Новороссийск — Приобье            |
| 531                        | Киров — Адлер                     | 532                        | Адлер — Киров                     |
| 537                        | Уфа — Адлер                       | 538                        | Адлер — Уфа                       |
| 545                        | Орск — Имеретинский курорт        | 545                        | Имеретинский курорт — Орск        |
| 589                        | Новый Уренгой — Тюмень — Адлер    | 590                        | Адлер — Тюмень — Новый Уренгой    |